# Résidences de l'Inde britannique

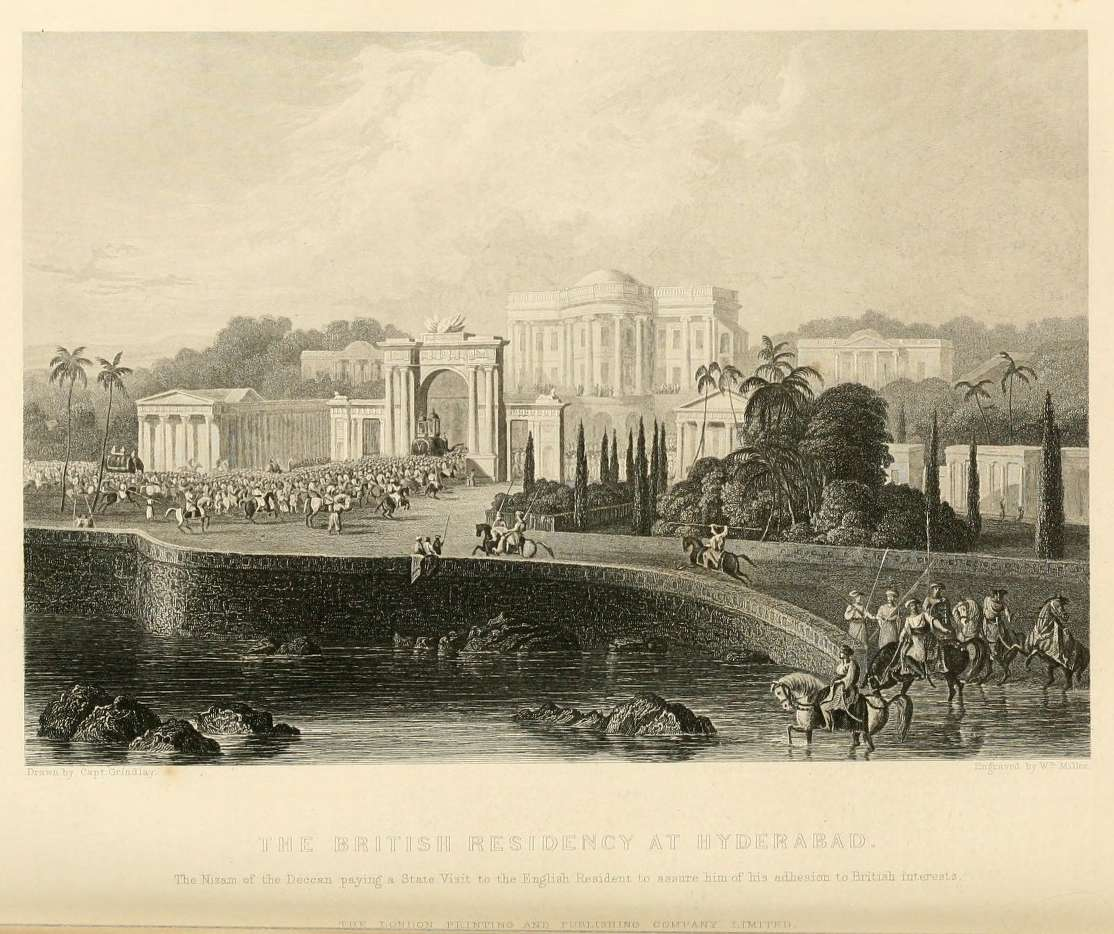
Résidence britannique de Hyderabad

Les Résidences d'Inde britannique étaient des postes politiques, gérés par un résident, chargé de gérer les aspects diplomatiques des relations coloniales avec le Raj britannique, ou le Népal et avec chaque dirigeant des États princiers.